# Fiona Yuen
Fiona Yuen (Keulen, 20 januari 1976) (jiaxiang: Hongkong, Ping Chau) is een Chinees-Duitse TVB-actrice en presentatrice. Ze vertrok in 1996 naar Hongkong om mee te doen aan de Miss Hong Kong Pageant. Ze werd tweede en won de Miss International Goodwill Award.
Fiona Yuen spreekt vloeiend Duits, Standaardkantonees, Engels en Frans. Ze begrijpt ook Dapenghua en P'ing chauw waa, maar kan dat niet goed spreken. Haar vader komt van het Hongkongse eiland Ping Chau en heeft vroeger vier Chinese restaurants gehad in Duitsland.

## Filmografie
- 1995: A Kindred Spirit
- 1998: Rural Hero
- 2000: The Legend Of Lady Yang
- 2000: A Matter of Customs
- 2000: Crimson Sabre
- 2000: Healing Hands II
- 2001: Gods of Honour
- 2001: At Point Blank
- 2002: Lofty Waters Verdant Bow
- 2003: The 'W' Files
- 2003: The Vigilante in the Mask
- 2004: Fight For Love
- 2004: Love and Again
- 2004: Split Second (serie)
- 2004: Placebo Cure
- 2005: Always Ready
- 2005: Just Love
- 2005: Guts of Man
- 2006: Face to Fate
- 2007: ICAC Investigators

The Ultimate Crime Fighter
- 2008: Man in Charge